# Juma Sultan
Juma Sultan (Monrovia, 13 aprile 1942) è un percussionista statunitense, noto soprattutto per aver suonato con Jimi Hendrix al Festival di Woodstock nell'estemporaneo gruppo Gypsy Sun and Rainbows.

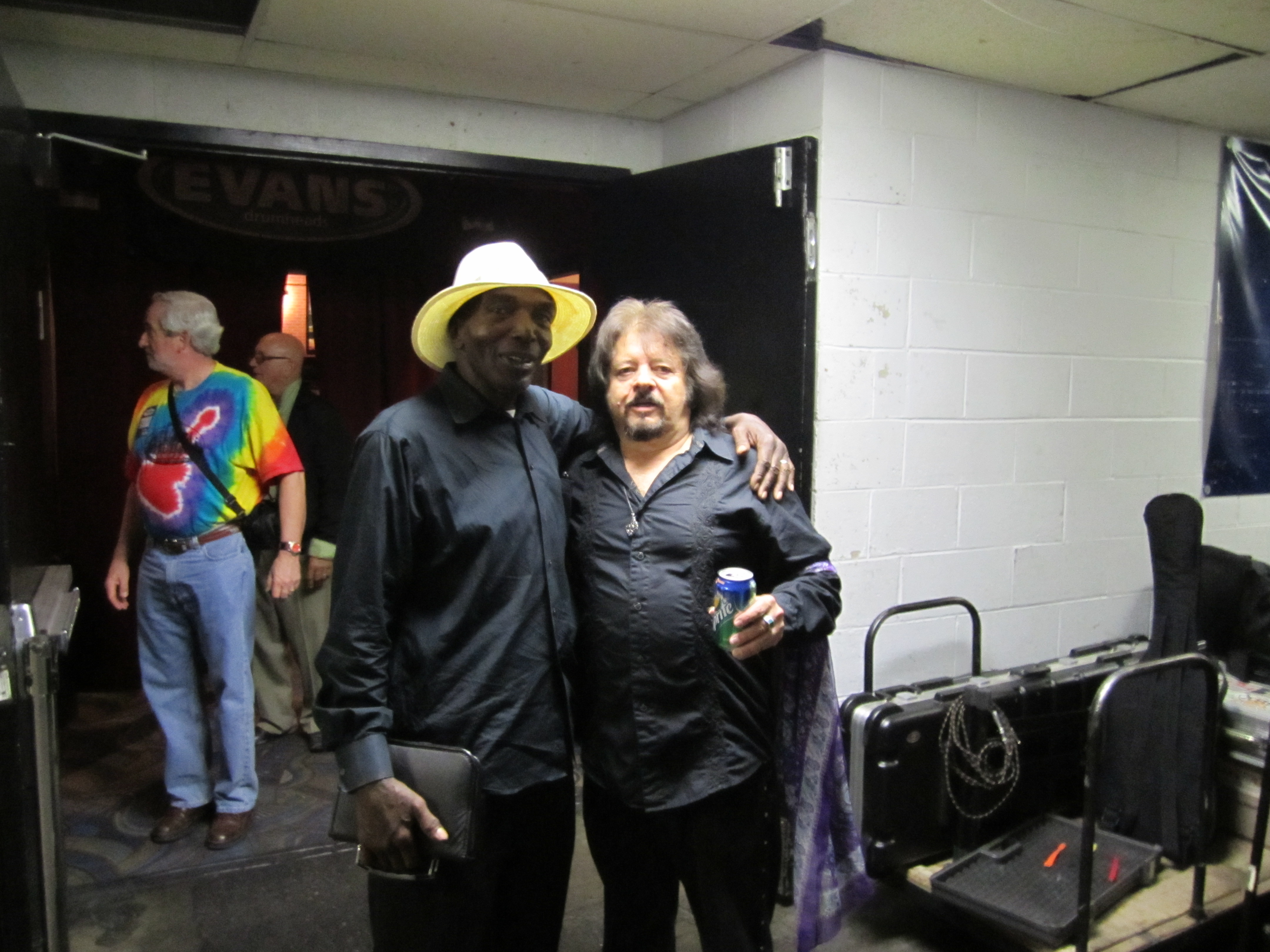
Juma Sultan (a sinistra)

Nel 1969 Sultan suonò con Hendrix in diverse occasioni, a Woodstock nella band chiamata "Gypsy Sun and Rainbows", durante le esibizioni al Dick Cavett Show e in un concerto ad Harlem, New York, qualche settimana dopo. Il musicista è stato ampiamente intervistato per il documentario Jimi Hendrix del 1973 e per il DVD Jimi Hendrix: Live at Woodstock. Nel corso della sua carriera ha registrato anche con Archie Shepp, Noah Howard, Kalaparusha Maurice McIntyre, Sonny Simmons, Daoud Haroon, Asha Nan, Emmeretta Marks, Don Moore Band, e Sankofa. Attualmente suona nel gruppo di musica afro denominato Sankofa, nel gruppo Sons of Thunder, e con Thom Buchanan.
Il 30 luglio 2010 Juma è apparso alla National Rock Con.

## Discografia parziale
1. Manhattan Egos – Sonny Simmons (1969) – basso, congas
2. The Black Ark – Noah Howard (1969) – congas
3. The Cry of Love – Jimi Hendrix (1971) – percussioni
4. Rainbow Bridge – Jimi Hendrix (1971) – congas, percussioni
5. Things Have Got to Change - Archie Shepp (1971) - percussioni in Money Blues (non accreditato)
6. Attica Blues – Archie Shepp (1972) – percussioni
7. Live at the Village Vanguard – Noah Howard (1972) - percussioni
8. Sound Track Recordings from the Film Jimi Hendrix (1973) - percussioni
9. Crash Landing – Jimi Hendrix (1975) – percussioni
10. Kwanza – Kalaparusha Maurice McIntyre (1977) - percussioni
11. Woodstock – Jimi Hendrix (1994) – percussioni
12. Voodoo Soup – Jimi Hendrix (1995) – percussioni
13. First Rays of the New Rising Sun - Jimi Hendrix  (1997) – percussioni
14. South Saturn Delta  – Jimi Hendrix (1997) - percussioni
15. Live at Woodstock – Jimi Hendrix (1999) - percussioni
16. The Jimi Hendrix Experience – Jimi Hendrix (2000) – percussioni
17. Valleys of Neptune – Jimi Hendrix (2010) – percussioni
18. The Juice Quartet Archives: Volumes 1,2, & 3 - Alan Glover (2010) - congas
19. West Coast Seattle Boy: The Jimi Hendrix Anthology - Jimi Hendrix (2010) - percussioni